# لاس بلاناس
بلدية لاس بلاناس (بالإسبانية: Las Planas) هي بلدية تقع في مقاطعة جرندة التابعة لمنطقة كتالونيا شمال شرق إسبانيا.

## الديموغرافيا
بلغ عدد سكان بلدية لاس بلاناس 1.708 نسمة عام 2011 (وفقاً للمعهد الوطني الإسباني للإحصاء).
| 1.743 | 1.735 | 1.750 | 1.754 | 1.809 | 1.756 | 1.708 |